# 特雷德雷兹-洛凯莫
特雷德雷兹-洛凯莫（法語：Trédrez-Locquémeau，法語發音：[tʁedʁɛz lɔkemo]）是法国阿摩尔滨海省的一个市镇，位于该省西北部，属于拉尼永区。该市镇由特雷德雷兹（Trédrez）和洛凯莫（Locquémeau）两部分组成。

## 地理
特雷德雷兹-洛凯莫（48°41'54"N, 3°34'0"W）面积10.65 平方千米，位于法国布列塔尼大區阿摩尔滨海省，该省份为法国西北部沿海省份，位于布列塔尼半岛北部，北濒大西洋英吉利海峡，西接菲尼斯泰尔省，南至莫尔比昂省，东临伊勒-维莱讷省。
与特雷德雷兹-洛凯莫接壤的市镇（或旧市镇、城区）包括：普卢米约、圣米歇尔昂格雷沃。

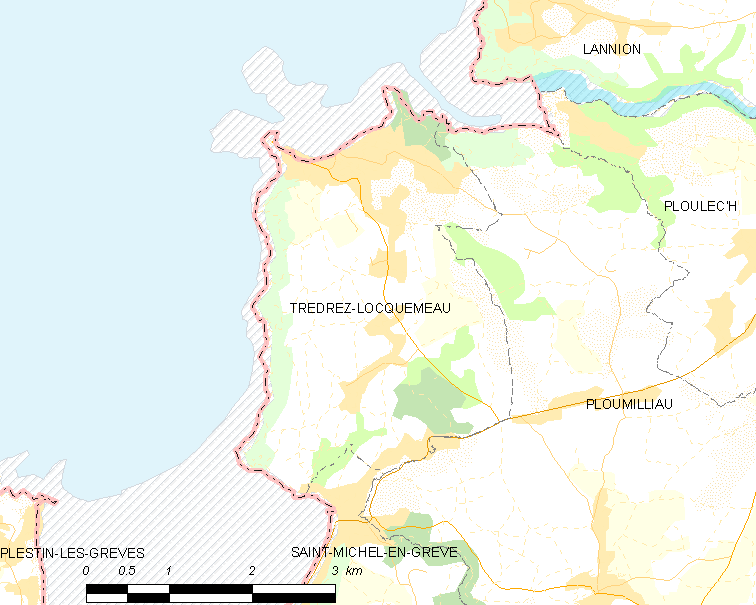
特雷德雷兹-洛凯莫的OSM定位图

特雷德雷兹-洛凯莫的时区为UTC+01:00、UTC+02:00（夏令时）。

## 行政
特雷德雷兹-洛凯莫的邮政编码为22300，INSEE市镇编码为22349。

## 政治
特雷德雷兹-洛凯莫所属的省级选区为普莱斯坦莱格雷沃县。

## 人口

1962-2008年间特雷德雷兹-洛凯莫人口变化图示

特雷德雷兹-洛凯莫于2022年1月1日时的人口数量为1468人。